# Basiothia transfigurata
Basiothia transfigurata är en fjärilsart som beskrevs av Hans Daniel Johan Wallengren 1860. Basiothia transfigurata ingår i släktet Basiothia och familjen svärmare. Inga underarter finns listade i Catalogue of Life.